# Eubela mcgintyi
Eubela mcgintyi is een slakkensoort uit de familie van de Raphitomidae. De wetenschappelijke naam van de soort is voor het eerst geldig gepubliceerd in 1943 door Schwengel.